# Mugílids
Els mugílids (Mugilidae) són una família de peixos d'aletes radiades, coneguts comunament en català com llísseres, llisses o llissals.
Es troben a tot el món a les aigües costaneres temperades i tropicals, i algunes espècies en aigües dolces. Els mulgílids han servit com a font important d'aliment a l'Europa mediterrània des de l'època romana. La família inclou unes 78 espècies en 20 gèneres.
Els mullets es distingeixen per la presència de dues aletes dorsals separades, petites boques triangulars i l'absència d'un òrgan de línia lateral. S'alimenten de detrits, i la majoria de les espècies tenen estómacs inusualment musculosos i una faringe complexa per ajudar a la digestió.

## Morfologia

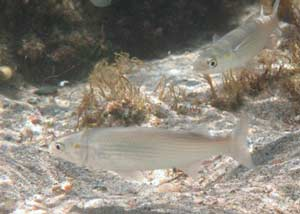
Llissa galta-roja

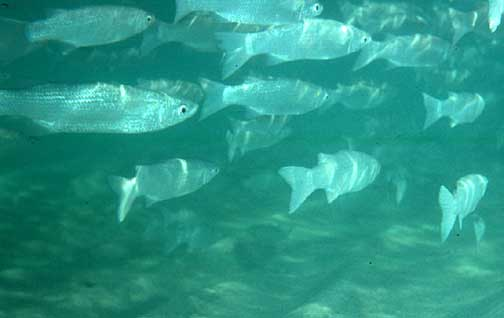
Exemplars de Neomyxus chaptalii.

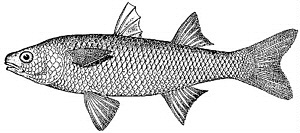
Il·lustració d'un exemplar dAgonostomus monticola (circa 1902).

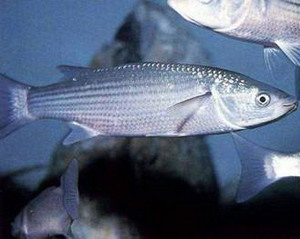
Liza ramado

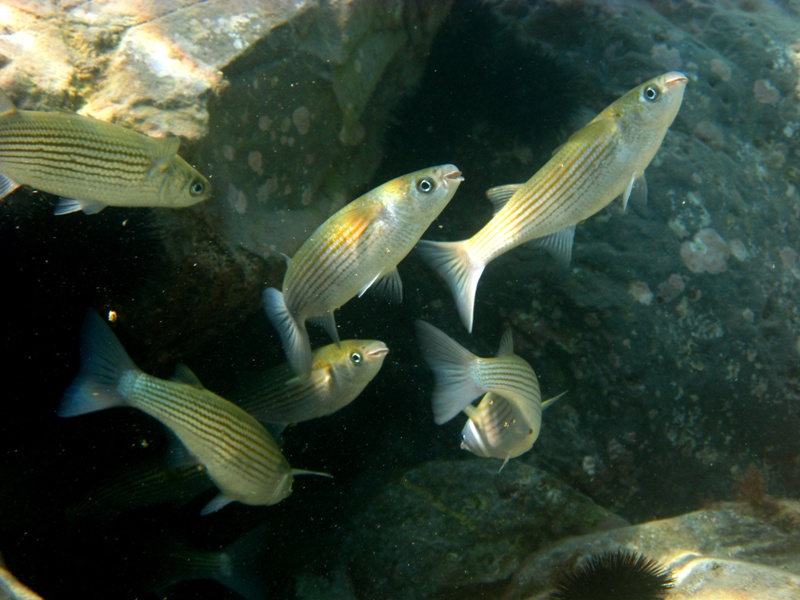
Oedalechilus labeo

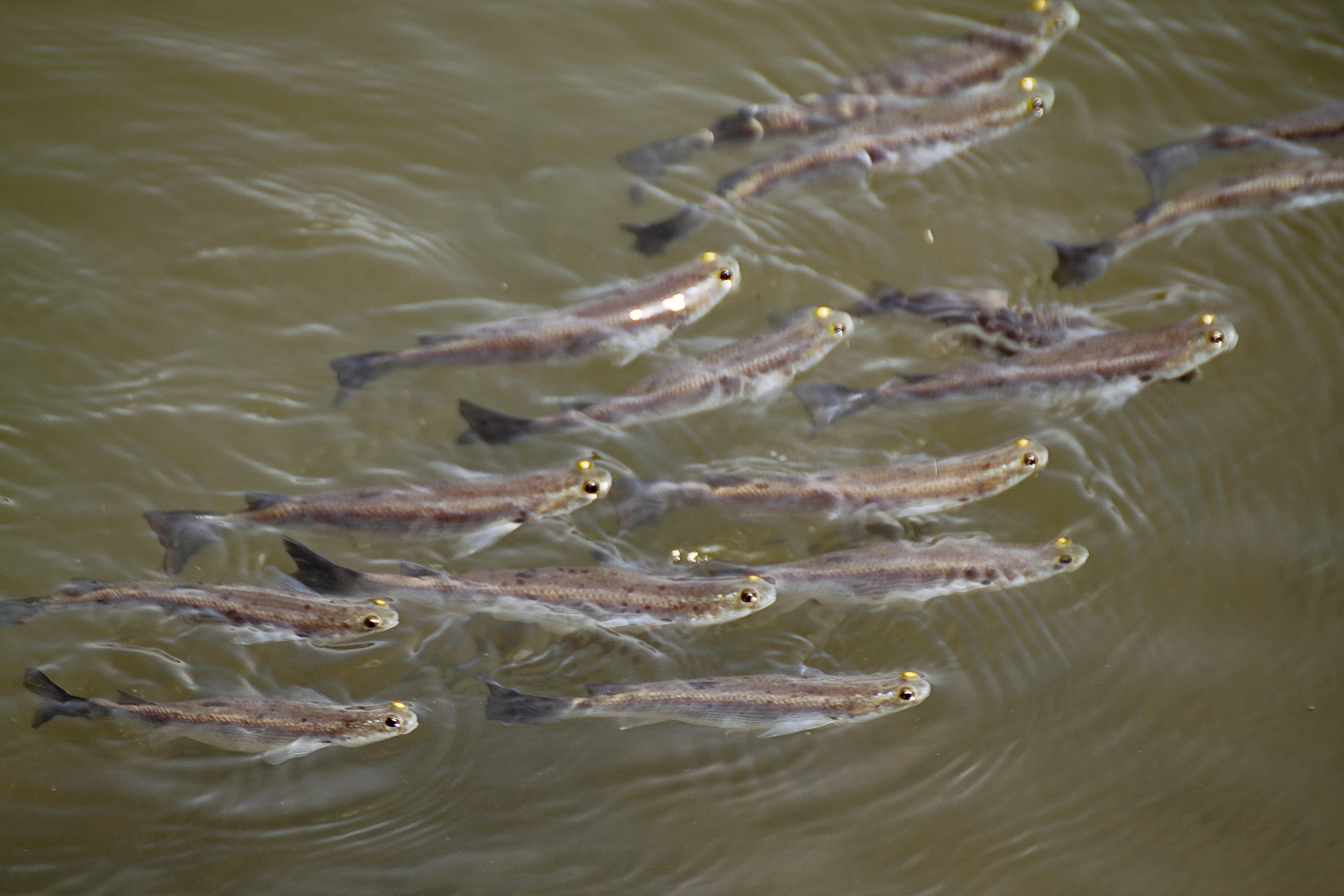
Rhinomugil corsula

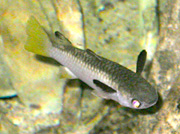
Sicamugil cascasia

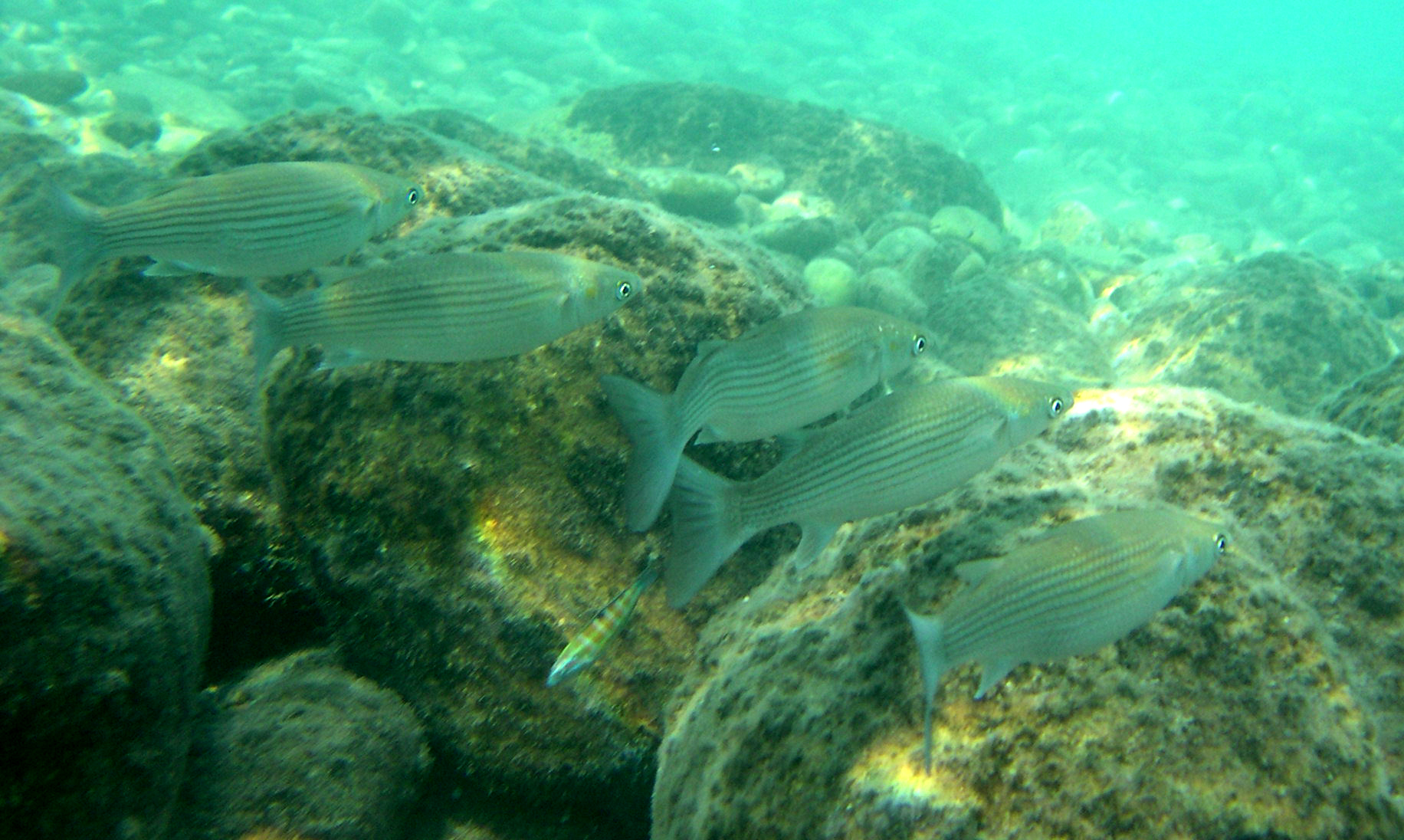
Banc de mugílids a la Mediterrània.

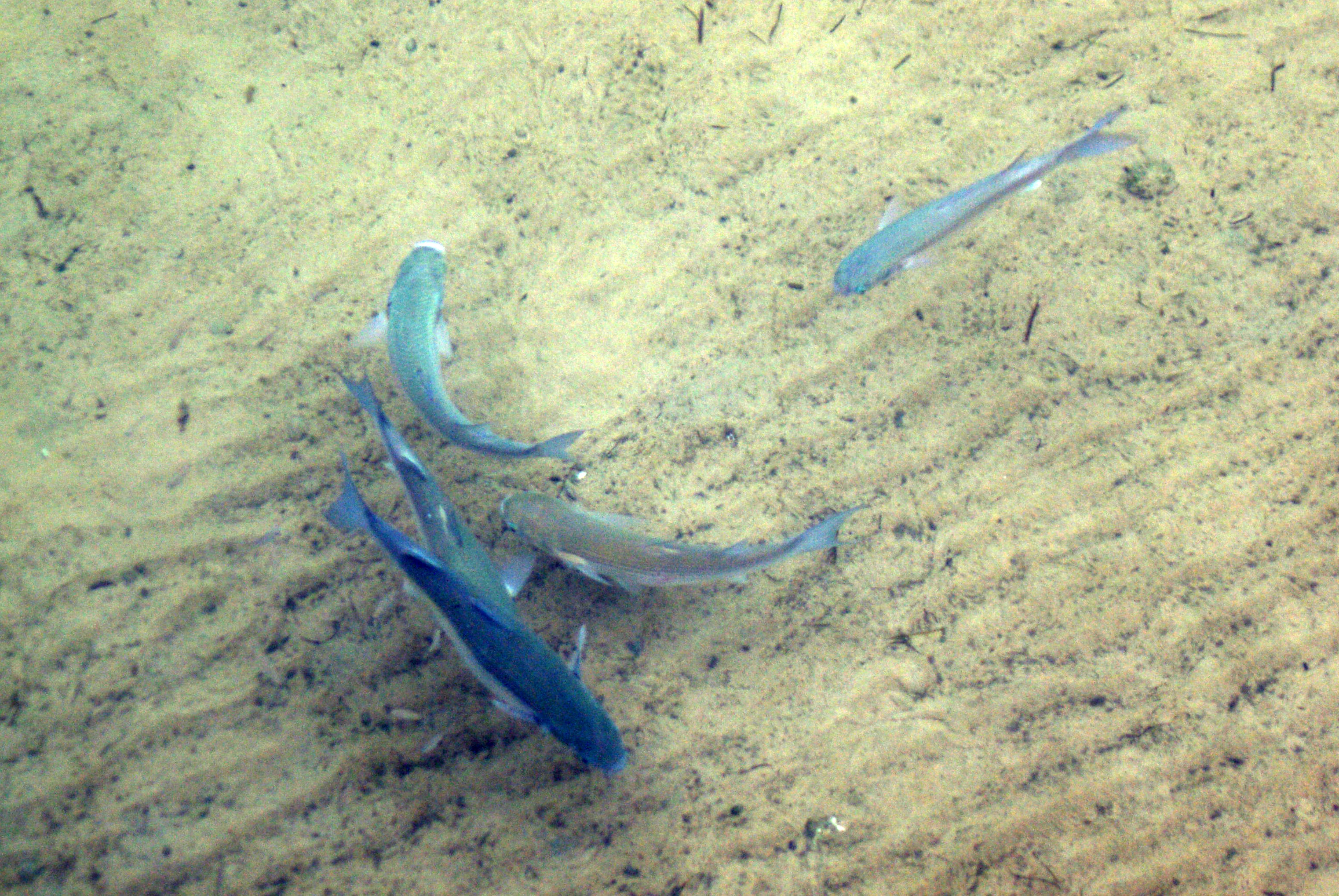
Exemplars de llissa vera fotografiats a Santoña (Cantàbria, Espanya).

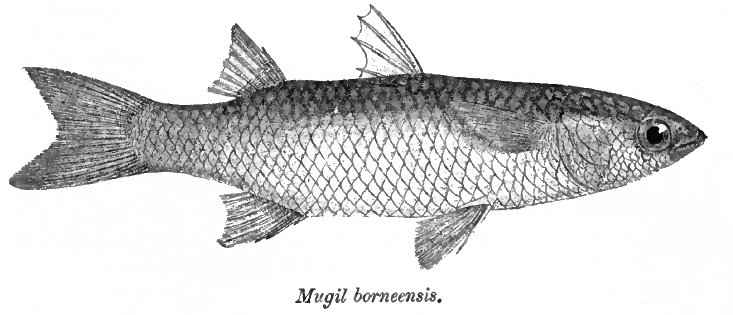
Liza macrolepis

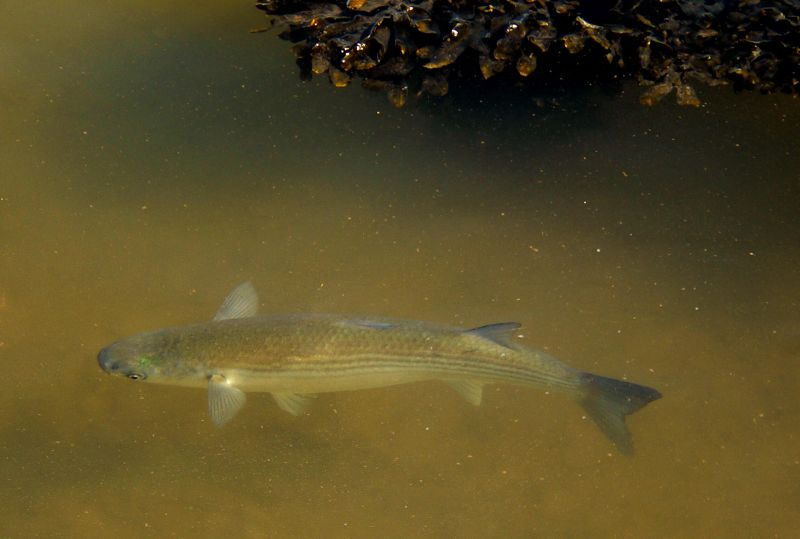
Mugil cephalus fotografiat a Devon (Regne Unit)

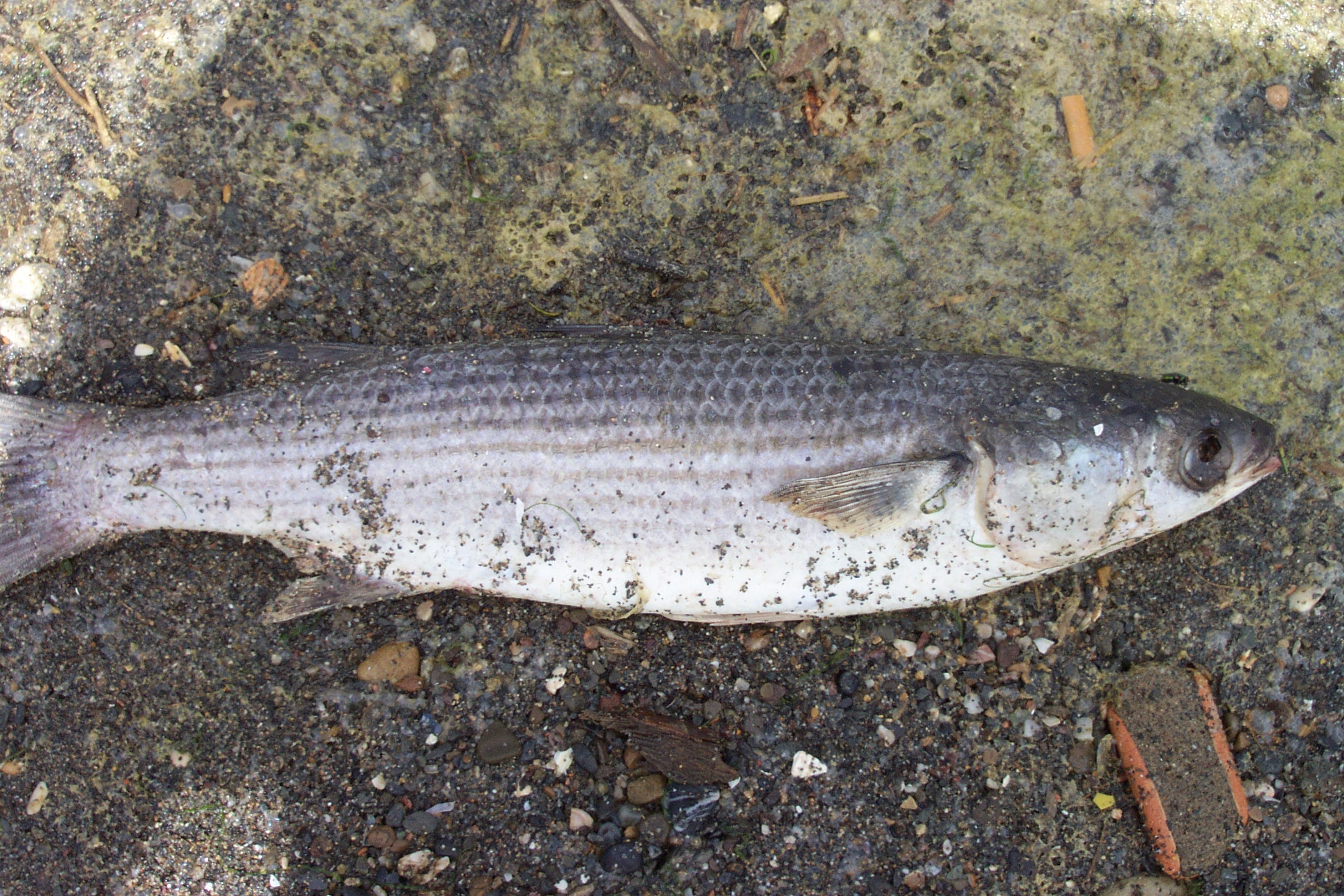
Mugil sp. capturat al riu Guadalhorce (Província de Màlaga, Espanya).

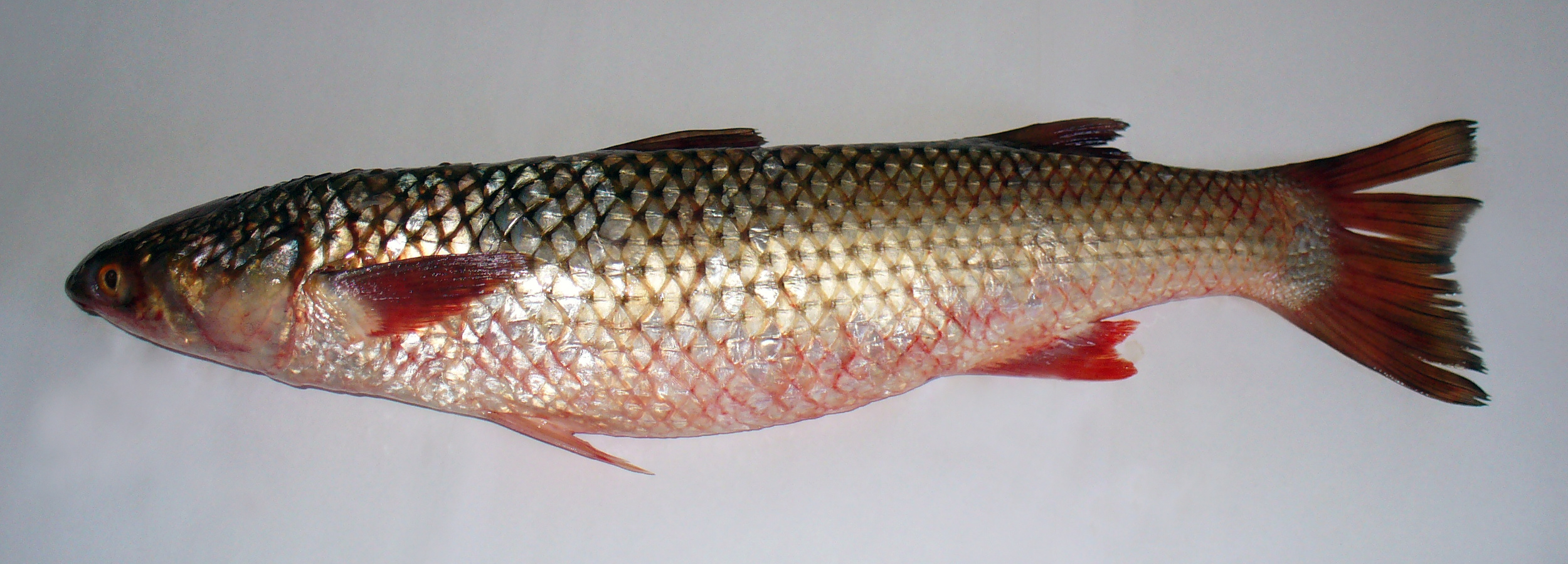
Mugil soiuy

- Cos afusat i robust, proveït de grans escates adherents i no té línia lateral.
- Cap pla per la part superior i molt desenvolupat (per això hom els anomena cabeçuts o cap-grossos -encara que aquest nom sol aplicar-se a la llissa llobarrera-).
- Morro curt i obtús deprimit dorsalment.
- Boca petita i fesa transversalment, i presenta a la zona mitjana de la mandíbula inferior un tubercle que s'allotja a la mandíbula superior quan la boca es tanca.
- Llavis carnosos.
- Dents petites o bé no existeixen.
- Els ulls solen ésser grans, estan relativament separats entre si i poden presentar una membrana adiposa.[3]
- Tenen dues aletes dorsals, molt separades (la primera està formada per quatre radis espiniformes i la segona, per radis tous ramificats).
- Les aletes pectorals es troben a la part mitjana superior del cos disposades horitzontalment.
- La coloració dorsal és gris plumbosa i el ventre, platejat.

## Alimentació
S'alimenten de petits invertebrats i d'algues filamentoses. És molt freqüent que absorbeixin el llim del fons per extreure'n petites partícules alimentàries, que són filtrades per les espines branquials i triturades per les dents faríngies. L'estómac, molt musculós, es troba seguit d'un intestí molt allargat.

## Costums
Són peixos de costums pelàgics i, per tant, molt bons nedadors. Penetren sovint en aigües salobroses i dolces (però no s'hi reprodueixen) i tenen una marcada preferència per zones de pol·lució domèstica i per ports.
N'hi ha espècies que, en moltes zones litorals continentals, poden ésser considerades com a sedentàries.

## Importància econòmica
Les diferents espècies de mugílids són consumides per l'ésser humà, el qual en menja tant la carn com els ous.

## Gèneres i espècies
- Agonostomus (Bennett, 1832)[5]
  - Agonostomus catalai (Pellegrin, 1932)
  - Agonostomus monticola (Bancroft, 1834)
  - Agonostomus telfairii (Bennett, 1832)
- Aldrichetta (Whitley, 1945)[6]
  - Aldrichetta forsteri (Valenciennes, 1836)
- Cestraeus (Valenciennes, 1836)[7]
  - Cestraeus goldiei (Macleay, 1883)
  - Cestraeus oxyrhyncus (Valenciennes, 1836)
  - Cestraeus plicatilis (Valenciennes, 1836)
- Chaenomugil (Gill, 1863)[8]
  - Chaenomugil proboscideus (Günther, 1861)
- Chelon (Artedi, 1793)[9]
  - Chelon bispinosus (Bowdich, 1825)
  - Chelon haematocheilus (Temminck & Schlegel, 1845)
  - Chelon labrosus (Risso, 1826)
- Crenimugil (Schultz, 1946)[10]
  - Crenimugil crenilabis (Forsskål, 1775)
  - Crenimugil heterocheilos (Bleeker, 1855)
- Joturus (Poey, 1860)[11]
  - Joturus pichardi (Poey, 1860)
- Liza (Jordan & Swain, 1884)[12]
- Moolgarda (Whitley, 1945)[6]
  - Moolgarda pedaraki (Valenciennes, 1836)
  - Moolgarda perusii (Valenciennes, 1836)
- Mugil (Linnaeus, 1758)[13]
- Myxus (Günther, 1861)[14]
  - Myxus capensis (Valenciennes, 1836)
  - Myxus elongatus (Günther, 1861)
  - Myxus multidens (Ogilby, 1888)
  - Myxus petardi (Castelnau, 1875)
- Neomyxus (Steindachner, 1878)[15]
  - Neomyxus chaptalii (Eydoux & Souleyet, 1850)
  - Neomyxus leuciscus (Günther, 1872)
- Oedalechilus (Fowler, 1903)[16]
  - Oedalechilus labeo (Cuvier, 1829)
  - Oedalechilus labiosus (Valenciennes, 1836)
- Paramugil (Ghasemzadeh, Ivantsoff & Aarn, 2004)[17]
  - Paramugil georgii (Ogilby, 1897)
  - Paramugil parmatus (Cantor, 1849)
- Rhinomugil (Gill, 1863)[8]
  - Rhinomugil corsula (Hamilton, 1822)
  - Rhinomugil nasutus (De Vis, 1883)
- Sicamugil (Fowler, 1939)[18]
  - Sicamugil cascasia (Hamilton, 1822)
  - Sicamugil hamiltonii (Day, 1870)
- Valamugil (Smith, 1948)[19]
  - Valamugil buchanani (Bleeker, 1854)[20]
  - Valamugil cunnesius (Valenciennes, 1836)[21]
  - Valamugil delicata (Alleyne & Macleay, 1877)
  - Valamugil engeli (Bleeker, 1858)[22]
  - Valamugil formosae (Oshima, 1922)[23]
  - Valamugil georgii (Ogilby, 1897)
  - Valamugil robustus (Günther, 1861)[24]
  - Valamugil seheli (Forsskål, 1775)[25]
  - Valamugil speigleri (Bleeker, 1858-1859)[26]
- Xenomugil
  - Xenomugil thoburni (Jordan & Starks, 1896)[27][28]

## Espècies que hom pot trobar als Països Catalans
- Llissa llobarrera (Mugil cephalus)
- Cap-pla (Liza ramado)
- Llissa agut (Liza saliens)
- Llissa vera (Chelon labrosus)
- Llissa morruda (Oedalechilus labeo)